# Пронакс
Пронакс в древногръцката митология е син на Талай и Лизимаха. Брат е на Партенопей, Адраст, Мекистей, Ерифил и Аристомах. Споменат е в „Библиотека“ на Аполодор. Баща е на Ликург и Амфитея (бъдещата съпруга на Адраст).